# BMC Immunology
BMC Immunology est une revue scientifique spécialisée, à comité de lecture. Elle fait partie des journaux édités par BioMed Central. De par la politique de l'éditeur, elle est en accès ouvert. La thématique du journal porte sur différents aspects de l'immunité : de la molécule à l'organisme d'un point de la fonction et du développement.